# 심석초등학교
심석초등학교는 대한민국 경기도 남양주시 화도읍 마석우리에 있는 사립 초등학교이다.

## 학교 연혁
- 1986년 11월 26일: 심석초등학교 설립 인가

## 참고 자료
- 심석초등학교 - 한국교육학술정보원 학교알리미